# Orto botanico Selva di Gallignano
L'Orto botanico “Selva di Gallignano” dell'Università Politecnica delle Marche è situato nella frazione Gallignano di Ancona, nei pressi e all'interno della selva da cui prende nome. Presenta una struttura alquanto particolare nell'ambito del sistema degli orti botanici italiani in quanto si sviluppa in base a concetti di tipo prevalentemente ecologico-vegetazionale.

## Descrizione
L'oasi di protezione si sviluppa nella fascia di collina litoranea dell'entroterra anconetano, a nord-est del rilievo ove sorge la frazione di Gallignano (235 m s.l.m.), e comprende il bacino idrografico del Fosso della Selva, la cui testata è formata dal Monte degli Elci (307 m s.l.m.) e dal Monte di Sappanico (222 m s.l.m.). L'area è caratterizzata dalla presenza del modesto bosco relitto della Selva di Gallignano (8 ettari) e da estesi seminativi a cui si affiancano vigneti, uliveti, aree incolte, arbusteti e piccole porzioni di prato-pascolo. La Facoltà di Agraria dell'Università Politecnica delle Marche, che si occupa della gestione della Selva, ha realizzato un orto botanico interdipartimentale con scopi scientifici e didattici.
Tra i mammiferi sono presenti tutte le specie che frequentano la fascia basso-collinare, come il riccio, il toporagno comune, la volpe e il tasso. Le zone incolte e cespugliate sono un ambiente idoneo ai passeriformi, come l'averla piccola, l'upupa e la sterpazzolina, ai rapaci, quali il gheppio, la poiana, l'assiolo e la civetta, e ad alcune specie di rettili (come il ramarro occidentale e la lucertola campestre); il bosco ospita, tra le altre specie, l'allocco, il torcicollo, il picchio muratore, lo scricciolo, l'usignolo, l'orbettino. Nelle poche aree umide sono presenti alcuni anfibi: il tritone crestato italiano, il tritone punteggiato, la raganella italiana, il rospo comune e le rane verdi).
Nonostante le ridotte dimensioni, la Selva ospita quattro tipi di bosco ben differenziati tra loro: sul versante collinare si sviluppano il querceto a cerro e il bosco a carpino nero, mentre nella fascia di impluvio è presente il raro bosco a frassino meridionale. Alla base del versante si osserva il "bosco a galleria" con nocciolo, alloro e rosa di S. Giovanni, mentre un querceto a roverella si sviluppa sul pendio meridionale del Monte Sappanico. Nelle fasce ecotonali troviamo, tra le altre specie, la ginestrella comune, le sanguinelle, la berretta da prete, il pungitopo, il caprifoglio peloso e il rovo. Lungo il Fosso della Selva la vegetazione ripariale è formata essenzialmente da salice bianco e pioppo nero. I terreni non più coltivati ospitano praterie a enula ceppitoni e bambagione.
Il frammento superstite di vegetazione forestale autoctona della Selva di Gallignano è stato inserito nell'elenco delle aree floristiche protette della regione Marche, in virtù della sua importanza quale "testimone vivente" dell'antica copertura boschiva delle aree pianeggianti e collinari. Oggi l'area è oggetto di importanti progetti di recupero e valorizzazione promossi dalla Facoltà di Agraria dell'Università di Ancona: una delle iniziative è quella di creare la "Banca del germoplasma" della flora autoctona. L'oasi è percorsa da alcuni facili sentieri didattici attrezzati con bacheche illustrative che ne descrivono le peculiarità ambientali: partendo dalla confluenza tra il Fosso della Selva con il Fosso del Vallone, si risale la valle e, superata l'area dell'Orto Botanico, si entra nel bosco. Da qui si può raggiungere la frazione di Gallignano o completare il percorso ad anello imboccando la sterrata che, tra due file di maestose roverelle, ci riporta in pochi minuti al punto di partenza, passando nei pressi del futuro centro visite (un bel casolare attualmente in ristrutturazione). I due itinerari si percorrono in due ore circa (percorso lungo, 3 km) o in un'ora (percorso breve, 2 km).

## Storia
È stato istituito con decreto rettorale n. 1486 del 04/09/2000, su un terreno agricolo di proprietà del comune di Ancona, dato in uso all'Università. Nell'atto viene specificata l'obbligatorietà di utilizzare tale proprietà, di oltre 100 ha, per la realizzazione dell'Orto Botanico e per l'Azienda Agraria Didattico-Sperimentale, da gestire mediante le tecniche dell'agricoltura biologica.

## Territorio
Il terreno si sviluppa nel territorio di Gallignano, piccola frazione del comune di Ancona, e comprende campi e zone boscate tra cui la “Selva di Gallignano”, uno dei pochi lembi relitti di vegetazione forestale autoctona ancora presenti nella parte collinare subcostiera delle Marche.
La Selva è considerata “area floristica protetta” ai sensi della L.R.52/74 ed è riconosciuta come “emergenza botanico-vegetazionale di eccezionale interesse” dal Piano Paesistico Ambientale Regionale. Inoltre dal 1998 è “Oasi faunistico-venatoria” della Provincia su segnalazione del Comune di Ancona.

## Struttura e organizzazione

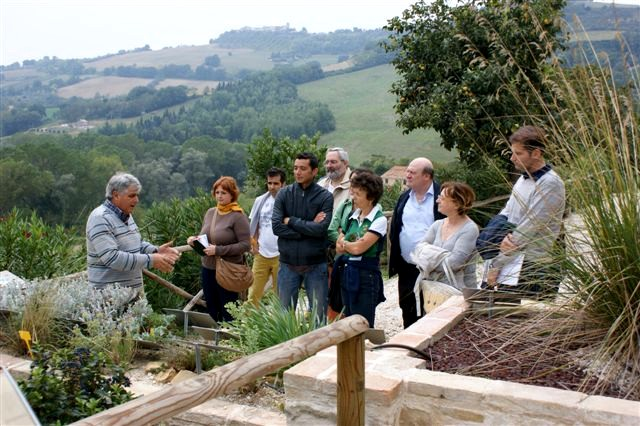
Ancona, Selva di Gallignano - Orto Botanico – visita organizzata dal Sistema Museale della Provincia di Ancona

L'orto botanico è un Centro di Ricerca per la conservazione della Biodiversità Floristica e Vegetazionale, particolarmente dedicato ai territori anfiadriatici e Centro di didattica e di divulgazione della cultura ambientale (CEA).
Dal 2009 al 2013 l'Orto botanico "Selva di Gallignano" ha aderito, per il tramite dell'Università Politecnica delle Marche al Sistema Museale della Provincia di Ancona, in collaborazione con il quale sono state organizzato visite guidate, incontri di studio, conferenze, mostre fotografiche. Negli anni scolastici 2012-2013, 2013-2014 e 2014-2015 l'Orto Botanico è stato uno dei partner del progetto rivolto agli studenti delle scuole medie di primo e secondo grado
L'orto botanico si sviluppa per circa 15 ha dei quali 8,1 ha sono occupati dalla Selva di Gallignano.
È questa una delle poche testimonianze dell'antico paesaggio forestale, sopravvissuta alla storica deforestazione che ha riguardato l'intero settore collinare, pre-appenninico della regione. La Selva, nonostante la sua limitata estensione, presenta una notevole diversità floristica, con ben 279 entità. È costituita da ben 5 formazioni forestali: un bosco di carpino nero e orniello (Asparago acutifolii-Ostryetum carpinifoliae), una formazione a nocciolo (Roso sempervirentis-Coryletum avellanae), una vasta cerreta (Lonicero xylostei-Quercetum cerris), un raro bosco a frassino meridionale (Rubio peregrinae-Fraxynetum oxycarpae) oltre ad un piccolo bosco a quercia di Virgilio (Roso sempervirentis – Quercetum virgilianae). La Selva è visitabile mediante due percorsi didattici, corredati da poster.
Le aiuole dell'orto botanico “Selva di Gallignano”, come accennato, sono state realizzate in base a concetti di tipo prevalentemente ecologico-vegetazionale, al fine di ricreare alcuni ambienti peculiari dell'area anfiadriatica. Tali aiuole sono rappresentate dalla roccaglia mediterranea, il margine del bosco e l'area umida. Altre aiuole ospitano collezioni di specie officinali, di Malvacee, di Liliacee e di Iridacee.
L'orto presenta inoltre un percorso sensoriale per ipovedenti che è stato realizzato con il contributo finanziario del Rotary Club di Ancona ed è situato nella zona retrostante la casa colonica che ospita la Banca del Germoplasma.
Con l'esigenza di mantenere economicamente l'Orto, vengono realizzate convenzioni diverse con enti e società private che si occupano di sperimentare nuove tecniche agronomiche di piante di interesse agrario ed industriale. Vengono così allestite parcelle per la coltivazione di piante diverse che assolvono anche ad una notevole funzione didattica. Ne sono esempi le parcelle sperimentali delle piante tintorie, quali Isatis tinctoria, Genista tinctoria, Anthemis tinctoria, ecc. ed altre d'interesse officinale quali Helichrysum italicum, Lavandula angustifolia, ecc.

## Le principali collezioni

### Il margine del bosco
Nell'area immediatamente sottostante la Selva, sfruttando l'ombreggiamento prodotto dalla stessa, sono state realizzate aiuole per la coltivazione di felci e di altre specie nemorali tipiche del sottobosco, soprattutto in area montana, e quindi per la maggior parte assenti dalla flora locale. Tra le felci sono in particolare sono presenti: Phyllitis scolopendrium, Polystichum setiferum, Blechum spicant, Polypodium cambricum subsp. serrulatum, ecc. Tra le piante da fiore, numerose geofite nemorali: Convallaria majalis, Scilla bifolia, Galanthus nivalis, Anemone trifolia, Cardamine kitaibelii, C. bulbifera, Corydalis cava, Erythronium dens-canis, Allium ursinum, Lilium martagon, Arum lucanum, A. maculatum, Cyclamen hederifolium, C. repandum, C. purpurascens, ecc.
Altre specie nemorali presenti nell'Orto botanico sono l'endemica Pulmonaria vallarsae, e inoltre Geranium versicolor, G. nodosum, Centaurea montana, Dactylorhiza maculata ssp. fuchsii, Vinca minor, Aconitum lycoctonum, ecc. Sono inoltre coltivate e conservate specie di orlo e delle schiarite forestali quali: Helleborus bocconei, H. foetidus, H. niger, Digitalis lutea, D. micrantha, Isopyrum thalictroides, Trollius europaeus, Paeonia officinalis, Asparagus tenuifolius. Tra le piante rupicole, Umbilicus rupestris e Saxifraga rotundifolia.

### Roccaglia mediterranea

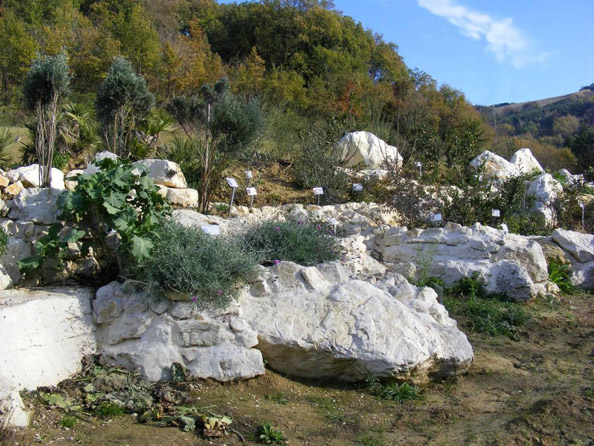
Roccaglia Mediterranea

Una delle principali collezioni dell'Orto è rappresentata dalla roccaglia mediterranea che riproduce i principali aspetti della vegetazione mediterranea di tipo xerofitico, dalla gariga alla macchia. Realizzata utilizzando grossi massi calcarei disposti in modo da creare tasche di terreno e fenditure, ospita specie delle macchie termofile, di garighe, di praterie xerofitiche e delle rocce. Tra queste, per le macchie termomediterranee si rinvengono specie quali: Chamaerops humilis, Euphorbia dendroides, Rhamnus alaternus, Juniperus phoenicea ssp. turbinata, J. oxycedrus ssp. macrocarpa, J. oxycedrus ssp. oxycedrum, Cercis siliquastrum, Pistacia lentiscus, Prasium majus, Phillyrea angustifolia, Lonicera implexa, Quercus coccifera, oltre a Quercus ilex, Pistacia terebinthus, Arbutus unedo e Lonicera etrusca di ambiente più umido.
Tra le piante di gariga si rinvengono i cisti: Cistus creticus ssp. creticus, C. creticus ssp. eriocephalus e C. salvifolius e altre piante arbustive: Coronilla valentina, Genista michelii, Spartium junceum e la grande emicriptofita cespistosa Ampelodesmos mauritanicus. Un settore particolarmente sviluppato è poi quello delle garighe prevalentemente camefitiche, che presentano: Helichrysum italicum, Micromeria graeca, Rosmarinus officinalis, Satureja cuneifolia, S. montana, Sideritis italica, Teucrium fruticans, Thymus longicaulis, Fumana thymifolia, Euphorbia spinosa, Artemisia alba, Asperula purpurea, Onosma echioides ecc. Una piccola aiuola rocciosa delimita una collezione di asfodeli tra i quali: Asphodelus albus, A. fistulosus, A. ramosus, Asphodeline lutea e A. liburnica mentre in un'altra sono presentate alcune orchidee selvatiche italiane: Anacamptis pyramidalis, Anacamptis coriophora, Anacamptis morio, Ophrys insectifera, Ophrys bertolonii, Ophrys sphegodes.
Sono inoltre ospitate le due endemiche esclusive del territorio marchigiano: Moehringia papulosa, tipica delle gole calcaree dell'Appennino, e Polygala pisaurensis, specie presente solo in pochissimi ambienti subcostieri del litorale pesarese e pertanto da considerare attualmente ad elevatissimo rischio di estinzione. Importanti sono inoltre alcune endemiche pugliesi come: Centaurea diomedea, Campanula garganica e Scabiosa dallaportae.
Sono anche presenti altre specie di notevole interesse fitogeografico quali: Anthyllis barba-jovis, Brassica oleracea ssp. robertiana, Calendula suffruticosa ssp. fulgida e Sarcopoterium spinosum. In una piccola zona depressa e quindi più umida sono state insediate Vitex agnus-castus, Nerium oleander e Daphne sericea.

### Ambiente umido
Nella parte inferiore della vallecola che ospita le collezioni dell'Orto, in prossimità del fosso della Selva, è stato realizzato uno stagno artificiale che ricopre una superficie di circa 300 m², all'interno del quale sono state messe a dimora, a scopo di conservazione e moltiplicazione, specie di zone acquatiche e palustri.
Tra le prime sono presenti: Myriophyllum verticillatum, Ceratophyllum demersum, Eleocharis palustris e l'alga verde Chara hispida che si è naturalmente diffusa. Tra le piante palustri: Cladium mariscus, Bolboschoenus maritimus, Sparganium erectum, Typha latifolia, T. minima, T. domingensis, Juncus bufonius, J. maritimus, J. inflexus, Mentha aquatica, Veronica beccabunga, Alisma plantago-aquatica, Iris pseudoacorus e Carex otrubae.
Lungo il fosso principale e nelle aree umide limitrofe sono inoltre presenti: Carex pendula, Salix alba, S. apennina, S. purpurea, S. eleagnos, Populus alba, P. nigra, P. canescens, Fraxinus angustifolia, Alnus glutinosa, Ulmus minor e Elaeagnus rhamnoides.

### Percorso sensoriale per ipovedenti
Il percorso sensoriale per ipovedenti realizzato con il contributo finanziario del Rotary Club di Ancona, è situato nella zona retrostante la casa colonica che ospita la Banca del Germoplasma. Il percorso è costituito da una serie di aiuole in pietra, rialzate, per facilitare il contatto (tattile – olfattivo – gustativo) del visitatore con le piante coltivate. Ad ogni specie presente nelle aiuole è stato inoltre associato un cartellino identificativo realizzato anche in alfabeto braille.
Le specie inserite nelle aiuole sono, tra le altre: Melissa officinalis, Satureja montana, S. cuneifolia, S. calaminta, Mentha pulegium, M. aquatica, M. longifolia, Artemisia absinthium, A. arborescens, Anthemis tinctoria, Helicrysum italicum, Crithmum maritimum, Sanguisorba minor, Fragaria vesca, Lippia citriodora, Anthyllis barba-jovis, Ecballium elaterium, Ampelodesmos mauritanicus, Sedum sediforme, S. maximum, Myrtus communis e Smilax aspera. In una aiuola laterale al percorso sono state inoltre poste a dimora alcune piante delle dune come: Otanthus maritimus, Glaucium flavum, Pancratium maritimum, Echinophora spinosa, Eryngium maritimum e Elymus farctus subsp. farctus.

## Informazioni utili
- Ingresso libero: tutti i giorni dalle 8.00 fino al tramonto. Visite guidate: Lunedì-Venerdì dalle 9.00 alle 17.00

### Come raggiungere il sito
In auto: dal casello dell'A-14 di Ancona-Nord prendere in direzione di Agugliano, da dove si prosegue verso Casine di Paterno (e Ancona). Dal casello di Ancona-Sud si seguono le indicazioni per Agugliano-Polverigi, svoltando quasi subito per Montesicuro. Da Jesi raggiungere Agugliano e proseguire per Gallignano.
Mezzi pubblici: Gallignano è servito dalle autolinee della Conerobus.
Le stazioni ferroviarie più vicine sono quelle di Ancona e Chiaravalle.